# Championnat de France de rink hockey 2024-2025
Navigation
Nationale 1 2023-2024 Nationale 1 2025-2026
Le championnat de France de rink hockey de Nationale 1 2024-2025 est une édition de la plus importante compétition de rink hockey en France, qui se déroule du 5 octobre 2024 au 7 juin 2025. Organisé sous l'égide de la Fédération française de roller sports, le championnat est composé de douze équipes qui se rencontrent chacune deux fois, sous la forme de matchs aller-retour. Pour les équipes participantes, le championnat est entrecoupé par la coupe de France, ou par des compétitions internationales telles que la WS Europe Cup ou la WSE Champions League.

## Clubs engagés
| \| Nantes Roubaix Coutras Noisy-le-Grand La Roche-sur-Yon Lyon Mérignac Ploufragan Quévert Saint-Omer Poiré-sur-Vie Quintin \| Localisation des clubs engagés dans le championnat. |
| Nantes Roubaix Coutras Noisy-le-Grand La Roche-sur-Yon Lyon Mérignac Ploufragan Quévert Saint-Omer Poiré-sur-Vie Quintin                                                           |

Les dix premiers du championnat de Nationale 1 2023-2024 et les deux premières équipes du championnat de Nationale 2 de 2023-2024 participent à la compétition. Les deux dernières équipes de Nationale 1 de 2023-2024 sont reléguées en Nationale 2.
Le Poiré Roller ayant terminé la saison de Nationale 2 avec 58 points sur 60 possibles est promu pour la saison 2024-2025 en Nationale 1. Le club de Quintin rejoint également la compétition Élite pour la première fois.
Mérignac qui a terminé 11e de la saison précédent aurait dû être relégué en seconde division. Cependant le club profite de l'abandon du club de Saint-Sébastien en raison du cout financier, de la perte de joueur cadre durant l'intersaison.
| Club                | Classement 2023-2024 | Entraîneur                   | Salle                                                |
| ------------------- | -------------------- | ---------------------------- | ---------------------------------------------------- |
| SCRA Saint-Omer     | 1er                  | Fabien Savreux               | Salle du Brockus, Saint-Omer                         |
| LV La Roche-sur-Yon | 2e                   | Marc Salicru Nuno Domingues, | Salle de l'Angelmière, La Roche-sur-Yon              |
| HC Dinan-Quévert    | 3e                   | Cirilo Garcia                | Salle Némée, Dinan                                   |
| SPRS Ploufragan     | 4e                   | Sergio Burgoa                | Salle Glénan, Ploufragan                             |
| US Coutras          | 5e                   | Jérôme Lafourcade            | Patinoire Milou Ducourtioux, Coutras                 |
| RHC Lyon            | 6e                   | Alberto Moralès Omar Nedder  | Halle de roller-skating de la Duchère, Lyon          |
| CP Roubaix          | 7e                   | Thomas Potteau               | Salle Michel Breistroff, Roubaix                     |
| AL Saint-Sébastien  | 8e                   |                              | Gymnase de l'Ouche Quinet, Saint-Sébastien-sur-Loire |
| CS Noisy-le-Grand   | 9e                   |                              | Gymnase des Yvris, Noisy-le-Grand                    |
| Nantes ARH          | 10e                  | Gaëtan Guillomet             | Salle du Croissant, Nantes                           |
| Poiré Roller        | Nationale 2          | Duarte Delgado               | Salle de la Montparière, Poiré-sur-Vie               |
| Quintin RC          | Nationale 2          | Angel Puyané                 | Salle Guy Bazin, Quintin                             |
| SA Mérignac         | 11e                  |                              | Roller Stadium, Mérignac                             |

## Pré-saison

### Transferts
La période des mutations s'étend du 15 au 30 juin 2024. Une mutation d'un joueur est possible jusqu'au 31 décembre 2024 sous réserve de l'accord du club cédant le joueur. Les joueurs mutés au-delà de cette échéance n'ont plus le droit de prendre part à l'édition de la compétition en cours.
La période des transferts est marquée par des arrêts dont celui du Quévertois Matias Baieli qui prend sa retraite sportive, de même pour David Abreu de Ploufragan arrêtant pour des raisons de santé. Le Chilien Benjamin Puentes ne poursuit pas la nouvelle saison avec la Roche-sur-Yon. Quant au club de Nantes, celui-ci subit de nombreux départs avec notamment Baptiste Péaud, Valentin Vignel, Gurvan Lemarié, Noah Choblet. À l'opposé, certains joueurs font leur entrée dans le championnat avec notamment Paul Rolland de Bouguenais qui arrive en Élite avec le club voisin de Nantes. Le club de Coutras perd deux de ses joueurs, Sergio Perez et Fernando Urtubey.
L'attaquant argentin, Santiago Lampanosa, après avoir évolué au sein de Roubaix, rejoint Ploufragan. Ploufragan voit également l'arrivée de Gélébart de Quévert, mais voit partir Peralta à destination de Mérignac. Le Nantais Gurvan Lemarié retourne vers le club de Quévert,,, tandis qu'Amaury Allannic signe à La Vendéenne. Roubaix parvient à faire venir dans ses rangs quatre joueurs. L'effectif de Saint-Omer est également modifié avec l'Espagnol venant de Nantes Jaumes Bartés,. Coutras parvient à récupérer le Lyonnais Agustin Lazzaro, ainsi que Federico Deguer de Saint-Sébastien dont le club a volontairement été relégué en seconde division.
Des clubs parviennent à recruter des joueurs des championnats étrangers. Venant d'Espagne, Guido Pellizzari, l'Italo-Argentin signe avec Quévert,. Cette dernière équipe convainc Tomas Cardoso, de Montebello en Italie de la rejoindre. L'Italien Davide Gallotta signe à Nantes,. Coutras parfait son effectif avec le joueur de Lleida, Julian Martinez. À l'opposé, le cas du Quévertois Pau Pellicer quitte le championnat français en retournant en Espagne.
Sur le marché des gardiens, le jeune Noam Oliviero quitte le club de Quévert pour évoluer chez le promu de Quintin. Nantes profite de la relégation d'Aix-les-Bains pour récupérer Agustin Dominguez, et Tom Savreux retourne jouer à Saint-Omer. En raison de l'absence du retour de son gardien d'Argentine, Coutras remplace celui-ci par le gardien espagnol, Pablo Lopez.
L'entraineur de Nantes, Marc Baldris, quitte le club qui a évité la relégation la saison précédente par un but marqué à 50 secondes du terme du championnat. Le poste est repris par l'ancien gardien international du club, Gaëtan Guillomet, qui avait déjà occupé le poste d'entraineur jusqu'en 2019. Néanmoins, en raison des difficultés que rencontre l'équipe nantaise en début de saison Marc Baldris reprend un statut de joueur. Du côté de Quévert, Cirilo Garcia remplace Miquel Sanchez qui après avoir appris la non-reconduction de son contrat en cours de saison précédente en a trouvé un en Espagne à Plata Alcobendas.
Avant même la fin de la phase aller, deux joueurs de la Vendéenne annoncent quitter leur équipe. Marc Povedano quitte la Vendée pour rejoindre le Nord avec Saint-Omer, tandis que Marcos Pinto rejoint le championnat suisse au sein de Montreux.

### Objectifs
Plusieurs clubs ont pour objectif de remporter le titre. Il s'agit notamment de Saint-Omer, quadruple tenant en titre du championnat de France, tente de conquérir un cinquième titre consécutif, ce qui n'a été fait qu'une seule fois par Bordeaux entre 1929 et 1934. La Vendéenne, qui évolue avec un effectif rajeuni depuis la saison précédente, vise le titre que ce soit en championnat ou en coupe d'ici un à deux ans. Quévert est également prétendant au titre.
Coutras, après une saison précédente que le club estime décevante, vise une place qualificatif pour la coupe d'Europe et d'atteindre la phase finale de la coupe de France.
Lyon ne prend pas part aux compétitions européennes.
Roubaix est prétendant pour la cinquième place et a des ambitions pour rejoindre les compétitions européennes, alors que d'autre le considère comme simple candidat au maintien.
Nantes, en difficulté lors de la saison précédente et ayant connu un important renouvellement de son effectif, vise une place en milieu de classement.
Quintin et Le Poiré-sur-Vie, en tant que promu, souhaite le maintien en Élite à l'issue de la saison. Le Poiré-sur-Vie considère Mérignac également comme un rival pour le championnat.

### Préparations
La reprise de la préparation commence le 20 août pour Quintin avec une préparation physique sous la direction de Mathieu Petitjean qui compose avec un effectif ayant la particularité d'être intégralement français.
Des rencontres de préparations sont organisées entre les équipes de Nationale 1. Le 31 août 2024, Roubaix organise un tournoi international. Y sont conviés les équipes nationales sénior et de moins de 19 ans d'Allemagne, ainsi que le champion de France en titre, Saint-Omer. Ce dernier et Roubaix se reçoivent chacun mutuellement les deux semaines suivantes. Saint-Omer poursuit sa préparation dans un tournoi auquel participe Noisy-le-Grand, mais également Villejuif de seconde division.
Ploufragan organise le Trophée Celtic Trophy Monique Chanu, compétition annuelle le 14 et 15 septembre 2024 en présence de Quévert, Coutras et Quintin. Coutras se prépare également à l'étranger en se rendant en Espagne.
Certains joueurs ne prennent pas part à la préparation au sein de leur club en raison de leur sélection en équipe nationale dans le cadre des championnats du monde se déroulant courant septembre 2024. C'est le cas notamment pour des joueurs de Saint-Omer, Pedro Chambell et Thibault Colin, ainsi qu'Élie Guibert.

#### Des difficultés à accéder à des équipements sportifs
En raison de l'inadéquation d'un produit mis sur le parquet de la salle de La Roche-sur-Yon, le sol est devenu totalement impraticable durant l'été 2024. Contrairement à Saint-Brieuc en 2021 ayant conduit au forfait du club, la municipalité yonnaise a pu voter une subvention exceptionnelle en urgence pour allouer 120 000 euros pour l'achat d'un nouveau parquet. Le précédent récupéré lors du mondial de 2015 n'a pas tenu 10 ans en raison de l'humidité de la salle. La préparation des joueurs avant le début de la saison se fait sur des terrains de clubs voisins, tel que le Poiré-sur-Vie - ayant changé de parquet en 2022 - ou Mouilleron-le-Captif, et les premières rencontres de la saison se disputent à l'extérieur. Le club de Quévert retourne joué dans la salle de Némée après en avoir été privée une partie de la saison précédente, et le club de Saint-Omer ne parvient toujours pas à trouver une nouvelle salle mieux adaptée à ses ambitions. La salle du Brockus venant de fêter son cinquantenaire, un projet de construction d'une nouvelle salle est prévu d'ici 2029. Cependant, des divergences existent quant au choix du lieu de construction de l'investissement, entre Longuenesse et Cavalerie. 
Saint-Sébastien disposant de tribune de taille modeste avec 130 places, cela ne lui permet pas d'assurer financièrement la pérennité d'une équipe en première division.

## Saison

### Résumés des rencontres par journée

#### 1rejournée
Saint-Omer se lance serein face à Mérignac mais est tenu en échec dès la première journée du championnat.
Nantes, pourtant à domicile, connait une lourde défaite face à Coutras.
La Vendéenne s'impose sur Quintin,.
Noisy-le-Grand tient tête à Ploufragan avant de s'incliner. 

#### 2ejournée
Les dernières rencontres entre Quévert et Ploufragan ont tourné à l'avantage des quévertois, ce qui se réitère avec une issu en faveur des quevertois pour trois buts contre un,.
Saint-Omer s'impose pour la première de la saison, après sa défaite au premier tour de supercoupe et son égalité face à Mérignac, contre le promu de Quintin.
Coutras, en s'imposant contre Roubaix, garde la première place du championnat,.
Le promu du Poiré-sur-Vie profite de la réception de Mérignac afin d'engranger une seconde victoire.

#### 3ejournée
Après sa défaite en supercoupe de France, Quévert affronte à nouveau une équipe de haut de classement, la Roche-sur-Yon,. Les deux équipes ne parvenant pas à prendre l'ascendant l'une sur l'autre, elles se partagent les points de l'égalité,.
Saint-Omer, après sa sixième victoire en six éditions de supercoupe de France, s'impose aisément en terre lyonnaise.
Le deux promus de la saison, Le Poiré-sur-Vie et Quintin s'affronte en terre bretonne. 
Le derby girondin oppose Mérignac et Coutras,, et se termine à nouveau sur une égalité comme la saison précédente.
Les Noiséens sont reçus par les Nordistes de Roubaix n'ayant pas encore remportés de points au championnat.
Ploufragan reçoit Nantes qui connait un début de saison sans la moindre réalisation offensive. Les deux équipes ne parviennent pas à se démarquer, la rencontre s'achève sur une égalité,.

#### 4ejournée
Une semaine après un parcours européen sans réussite, la Roche-sur-Yon reçoit Ploufragan,. Alors à égalité avec deux buts pour chaque camp, Manuel Mir permet aux vendéens de s'emparer de la victoire dans les dernières minutes du match.
Saint-Omer qui a joué sa septième journée d'avance la semaine précédente et pris la tête du championnat reçoit pour la troisième fois de la saison, après la supercoupe de France, l'équipe de Quévert,. La troisième rencontre trouve alors une nouvelle issue inédite, un partage des points entre les deux protagonistes, qualifié d'équitable par la presse audomaroise.
C'est avec un parcours très positif que le Poiré-sur-Vie accueille l'équipe lyonnaise. L'entame de rencontre se déroule parfaitement pour les hôtes avec trois buts dès la sixième minutes de jeu, mais les lyonnais réduisent l'écart. La victoire du Poiré-sur-Vie leur permet de conserver la tête du championnat.
Coutras, qui a connu sa première égalité de la saison lors de la journée précédente, reçoit le promu Quintin,. Les coutrillons marquent à six reprises et se positionnent au classement général à la troisième position derrière Le Poiré-sur-Vie et Saint-Omer qui ont une journée d'avance.
Nantes subit une défaite face à Roubaix.

#### 5ejournée
En guise de préparation pour sa participation à la ligue des champions à Barcelone, l'équipe audomaroise se déplace en Vendée,. Saint-Omer attends la quarantième minute de jeu avant d'ouvrir la score par une action individuelle de Mantinan, puis Colin double le score à six secondes du terme de la rencontre alors que le gardien vendéen avait quitté le terrain pour laisser sa place à un cinquième joueur dans l'espoir de bénéficier de la supériorité numérique pour égaliser.
Quévert affronte l'équipe du Poiré-sur-Vie qui connaît une série de victoire,. C'est par la plus faible des différences que Quévert prends un avantage sur les Vendéens, le score ne bougera plus pour les Bretons dont l'unique but leur confère trois points pour le championnat,.
Noisy-le-Grand se déplace à Quintin qui connaît un début de saison difficile avec quatre défaites en quatre rencontres,. Quintin rapidement mené au score à la suite d'un coup franc réalisé par Pujol, parvient à égaliser avant la mi-temps. La seconde période ne tourne pas à l'avantage des bretons qui laissent la victoire aux noiséens pour un seul but d'écart.
Roubaix, enorgueilli par une victoire à l'extérieur, espère obtenir sa première victoire à domicile contre Ploufragan. Poufragan peut, à défaut de réussite, se satisfaire de courtes défaites face au prétendant au titre. Les Bretons ne laissent aucune chance aux nordistes, ces derniers marquant à sept reprises sans laisser la moindre réalisation aux locaux.

#### 6ejournée
Ploufragan s'attaque à Saint-Omer. Alors que les Bretons pensent pouvoir bousculer la hiérarchie en menant par deux buts d'écarts les hôtes multiple championnat de France en titre, et venant de se rendre en Espagne, les Audomarois ont repris l'initiative du jeu. Les Nordistes marquent à trois reprises en fin de match, leur permettant de remporter une courte victoire par quatre buts contre trois,.
Les deux équipes vendéennes du Poiré-sur-Vie et de la Roche-sur-Yon, s'opposent avec la particularité que les deux entraineurs ont chacun joué durant de nombreuses années dans l'équipe adverse. L'expérience des Yonnais leur permet de remporter un succès sur leur voisin du Poiré-sur-Vie.
Coutras dont le parcours réussi enthousiaste la presse locale tente de poursuivre sa série face à Dinan-Quévert. Coutras qui peut compter sur une excellente défense avec uniquement quatre buts encaissés se positionne en haut du classement général à l’issue d'une nouvelle victoire. Peu habituée par une prestation si performante, la presse coutrillone attribue une victoire supplémentaire à l'équipe locale, ainsi que se mélange dans l'ordre des journées.
Nantes, en grande difficulté depuis le début de saison et placé à l'avant dernière position au championnat, reçoit les Bretons de Quintin, dernier au classement,.
Les Mérignacais qui se déplaçaient à Roubaix ont été tenu en échec par leurs hôtes avec une large défaite.

#### 7ejournée
La réception du Poiré-sur-Vie à Saint-Omer est avancée au 2 novembre 2024. Saint-Omer, alors dauphin  au classement du championnat avec deux points de retard de son hôte, profite de l'occasion pour prendre virtuellement la tête du championnat,.
La Vendéenne entame sa rencontre en inscrivant un premier but dès la seconde minute par Dorian Vincent. Antoine Thebaud vient doubler le score pour les locaux à la moitié de la première mi-temps. Durant le match les locaux reviennent progressivement au score par Lazzaro et Chiconi profitant des faiblesses des Vendéens que les quatre coups francs et penalty manqués. Les coutrillons parviennent à égaliser à la 49e minute avec Vargas Salafia pour obtenir un partage des points.
La rencontre à Noisy est déplacée au dimanche après-midi au lieu du samedi soir habituel, en raison de la participation de Quévert à la coupe d'Europe. Avant de se plonger dans son parcours européen la semaine suivant, Quévert joue une dernière rencontre face aux Parisiens de Noisy-le-Grand durant laquelle Landrin réalise un triplé participant à l'obtention des trois points de Quévert.
Nantes et Lyon sont tous deux en bas de classement dans cette rencontre à enjeux pour le maintien. Cependant les Nantais ne profitent pas de l'avantage de recevoir pour concrétiser. Malgré deux buts marqués, les Lyonnais en ayant mis le double récupère de leur déplacement le trois points de la victoire.
Le promu Quintin conserve son ambition de maintien pour la saison à la suite d'une première victoire à l’extérieur face à Nantes, avant d'affronter Roubaix. Quintin obtient ainsi sa première victoire à domicile, après celle obtenue lors de son déplacement à Nantes.
Ploufragan, dont la défaite lors de la journée précédente a laissé un gout amère, souhaite se rattraper lors de la réception de Mérignac. Cependant les Bretons ont des difficultés offensives face à des adversaires défendant bas. Conjugué à un manque de réalisme sur les coups francs, malgré un avantage dans la possession de la balle, Ploufragan est contraint de concéder une égalité face à Mérignac.

#### 8ejournée
La rencontre au Poiré-sur-Vie se dispute à huis clos contre l'équipe de Ploufragan, à la suite de la condamnation par la Fédération de chants ayant « manqué au respect des règles d'encadrement et de sécurité ». Après que les locaux aient marqués deux buts d'avance face aux bretons, ces derniers reviennent à égalité par quatre buts chacun. Aucune des équipes ne parviendra à prendre un avantage décisif avec un but de Sisti à deux minutes du terme de la rencontre.
L'opposition entre Coutras et Saint-Omer est le duel entre les deux équipes en tête du championnat. Alors invaincu depuis le début de la saison, Coutras concède sa première défaite face à Coutras qui donne un avantage au classement général pour Saint-Omer avant la trève hivernale,.
L'équipe ligérienne de Nantes qui a déjà mis en difficulté les Bretons de Quévert, voit cette équipe se méfier de son accueil.
Quintin affronte Mérignac sur le terrain aquitain en espérant obtenir une troisième victoire d'affilée.

#### 9ejournée
Coutras, descendu à la seconde place du classement à la suite de ses deux dernières confrontations sans victoire, veut se relancer lors de son déplacement face à l'équipe du Poiré. Alors qu'en début de rencontre les deux adversaires font preuves d'offensives, la réussite est du côté de la Nouvelle-Aquitaine en marquant par trois buts contre zéro en première période. Le Poiré remonte au score après la pause, mais se limitant à inscrire deux buts, cela ne leur permet pas d'échapper à une défaite,.
Saint-Omer, en tête de classement à la nouvelle année, se voit opposer à domicile l'équipe de Noisy-le-Grand. Cette dernière a commencé avec réussite la saison avant de connaître deux défaites fin 2024. Les Audomarois ne laissent aucune chance aux Parisiens en inscrivant un but dès la première minute de jeu. Malgré deux autres buts nordistes, les Noiséens reviennent à hauteur par trois buts à deux avant de laisser définitivement l'avantage lors du doublé de Podevano, puis deux autres buts de Colin et Balmaceda
Dinan-Quévert, alors second du classement, affronte le club de Roubaix. L'équipe nordiste a un niveau très fluctuant depuis le début de saison. Mais est craint par Quévert pou ses contres attaques, qui plus est que le Breton Quentin Podevin se mariant ne sera pas présent. Bien que dominant en début de rencontre, Quévert ne parvient par à trouver la faille dans la défense nordiste durant la première mi-temps. Durant la seconde, Roubaix subit une déroute en encaissant huit buts.
La lanterne rouge du classement, Nantes, se déplace chez son voisin à La Roche-sur-Yon. Le suspens ne dure que quelques minutes avant que le Vendéen Antoine Thebaud ne marque son premier but. Profitant de fautes nantaises, la Vendéenne prend un avantage. Les six buts d'Antoine Thebaud durant la rencontre achève tout espoir nantais qui ne marque qu'à quatre reprises.
Un derby breton voit Ploufragan et Quintin se rencontrer. Les Ploufraganais mis en difficultés par Nantes et Mérignac ont perdu des points qui leur donne un retard de cinq points vis-à-vis d'une place sur le podium. Ploufragan par Sisti marque un penalty dès la 29e seconde de jeu, puis accroit son avantage sur un tir de Montivero. Les Quintinais reviennent à égalité à deux partout avant la pause. L'entraineur de Quintin admet des erreurs grossières de son équipe en seconde période, qui conduisent à marquer deux buts de plus que Quintin,.

#### 10ejournée
Coutras se déplace en Bretagne afin de faire face à Ploufragan. Les Coutrillons n'affectionnent pas le sol en parquet de leur hôte, et ne s'attendent pas à un bon résultat,. Défaite sur fond de carton.
Victoire de Saint-Omer à Nantes.
Roubaix vainc la Vendéenne.
Lyon - Quintin
Mérignac Quévert.

#### 11ejournée
Coutras reçoit l'équipe de Noisy-le-Grand.

### Tableau synthétique des résultats
| Résultats (dom.\ext.)                                      | SCRA | USC | HCQ | LV  | CSNG | PR  | SPRS | CPR | SAM | QRC | RHC | NARH |
| SCRA Saint-Omer                                            |      | -   | 3-3 | -   | 6-3  | 6-3 | -    | -   | -   | 8-2 | -   | -    |
| US Coutras                                                 | 3-6  |     | 3-0 | -   | -    | -   | -    | 2-1 | -   | 6-0 | -   | -    |
| HC Dinan-Quévert                                           | -    | -   |     | 5-5 | 5-3  | 1-0 | 3-1  | 8-0 | -   | -   | -   | -    |
| LV La Roche-sur-Yon                                        | 0-2  | 3-3 | -   |     | -    | -   | 3-2  | -   | -   | -   | -   | 9-4  |
| CS Noisy-le-Grand                                          | -    | -   | -   | 3-4 |      | 4-4 | -    | -   | 7-4 | -   | 9-3 | 13-0 |
| Poiré R                                                    | -    | 2-3 | -   | 4-6 | -    |     | 6-7  | -   | 5-2 | -   | 7-4 | -    |
| SPRS Ploufragan                                            | 3-4  | 4-6 | -   | -   | 5-2  | -   |      | -   | 3-3 | -   | -   | 3-3  |
| CP Roubaix                                                 | -    | -   | -   | 2-2 | 4-5  | 3-6 | 0-7  |     | 9-1 | -   | 6-1 | -    |
| SA Mérignac                                                | 5-5  | 1-1 | 1-3 | -   | -    | -   | -    | -   |     | 4-3 | -   | 4-2  |
| Quintin RC                                                 | -    | -   | -   | 2-5 | 3-4  | 3-5 | 4-6  | 4-2 | -   |     | -   | -    |
| RHC Lyon                                                   | 2-9  | 2-3 | 2-5 | 4-4 | -    | -   | -    | -   | 1-4 | 6-4 |     | 4-2  |
| Nantes ARH                                                 | 3-10 | 0-6 | 4-6 | -   | -    | -   | -    | 5-8 | -   | 3-4 | -   |      |
| - Victoire à domicile - Match nul - Victoire à l'extérieur |      |     |     |     |      |     |      |     |     |     |     |      |

### Classement de la saison
| Rang | Équipe              | Pts | J  | G  | N | P  | Bp  | Bc  | Diff |
| ---- | ------------------- | --- | -- | -- | - | -- | --- | --- | ---- |
| 1    | SCRA Saint-Omer T S | 56  | 22 | 17 | 5 | 0  | 142 | 54  | +88  |
| 2    | HC Dinan-Quévert    | 48  | 22 | 14 | 6 | 2  | 90  | 46  | +44  |
| 3    | US Coutras          | 45  | 22 | 13 | 6 | 3  | 85  | 44  | +41  |
| 4    | CS Noisy-le-Grand   | 38  | 22 | 11 | 5 | 6  | 102 | 76  | +26  |
| 5    | LV La Roche-sur-Yon | 37  | 22 | 11 | 4 | 7  | 95  | 69  | +26  |
| 6    | SPRS Ploufragan     | 36  | 22 | 11 | 3 | 8  | 90  | 75  | +15  |
| 7    | SA Mérignac         | 31  | 22 | 8  | 7 | 7  | 70  | 86  | -16  |
| 8    | Poiré R P           | 27  | 22 | 7  | 6 | 9  | 83  | 91  | -8   |
| 9    | CP Roubaix          | 26  | 22 | 7  | 5 | 10 | 75  | 90  | -15  |
| 11   | Quintin RC P        | 12  | 22 | 3  | 3 | 16 | 63  | 100 | -37  |
| 10   | RHC Lyon            | 9   | 22 | 2  | 3 | 17 | 62  | 129 | -67  |
| 12   | Nantes ARH          | 4   | 22 | 1  | 1 | 20 | 49  | 146 | -97  |

|   | Champion et qualification en WSE Champions League |
|   | Qualification en WSE Champions League             |
|   | Qualification en WSE Cup                          |
|   | Relégation en Nationale 2                         |
| T | Tenant du titre                                   |
| P | Promu                                             |
| C | Vainqueur de la Coupe de France 2025              |
| S | Vainqueur de la Supercoupe de France 2024         |

| Clubs \ Journées    | 1  | 2  | 3  | 4  | 5  | 6  | 7  | 8  | 9  | 10 | 11 | 12 | 13 | 14 | 15 | 16 | 17 | 18 | 19 | 20 | 21 | 22 |
| ------------------- | -- | -- | -- | -- | -- | -- | -- | -- | -- | -- | -- | -- | -- | -- | -- | -- | -- | -- | -- | -- | -- | -- |
| Poiré R             | 2  | 2  | 1  | 1  | 3  | 4  | 6  | 6  | 7  | 7  | 7  |    |    |    |    |    |    |    |    |    |    |    |
| US Coutras          | 1  | 1  | 3  | 2  | 1  | 1  | 2  | 2  | 2  | 2  | 2  |    |    |    |    |    |    |    |    |    |    |    |
| RHC Lyon            | 8  | 8  | 9  | 10 | 10 | 11 | 11 | 11 | 11 | 10 | 10 |    |    |    |    |    |    |    |    |    |    |    |
| SA Mérignac         | 6  | 9  | 8  | 9  | 8  | 9  | 10 | 9  | 8  | 8  | 8  |    |    |    |    |    |    |    |    |    |    |    |
| Nantes ARH          | 12 | 12 | 10 | 11 | 11 | 12 | 12 | 12 | 12 | 12 | 12 |    |    |    |    |    |    |    |    |    |    |    |
| CS Noisy-le-Grand   | 8  | 7  | 5  | 3  | 2  | 2  | 3  | 5  | 5  | 5  | 6  |    |    |    |    |    |    |    |    |    |    |    |
| SPRS Ploufragan     | 2  | 6  | 7  | 7  | 7  | 7  | 7  | 7  | 6  | 6  | 5  |    |    |    |    |    |    |    |    |    |    |    |
| HC Quévert          | 2  | 3  | 4  | 5  | 5  | 5  | 4  | 3  | 3  | 3  | 3  |    |    |    |    |    |    |    |    |    |    |    |
| LV La Roche-sur-Yon | 2  | 5  | 6  | 6  | 6  | 6  | 5  | 4  | 4  | 4  | 4  |    |    |    |    |    |    |    |    |    |    |    |
| CP Roubaix          | 8  | 10 | 11 | 8  | 9  | 8  | 8  | 8  | 9  | 9  | 9  |    |    |    |    |    |    |    |    |    |    |    |
| SCRA Saint-Omer     | 6  | 4  | 2  | 4  | 4  | 3  | 1  | 1  | 1  | 1  | 1  |    |    |    |    |    |    |    |    |    |    |    |
| Quintin RC          | 8  | 11 | 12 | 12 | 12 | 10 | 9  | 10 | 10 | 11 | 11 |    |    |    |    |    |    |    |    |    |    |    |